# Leioheterodon modestus
Leioheterodon modestus är en ormart som beskrevs av Günther 1863. Leioheterodon modestus ingår i släktet Leioheterodon och familjen snokar. IUCN kategoriserar arten globalt som livskraftig.
Artens utbredningsområde är Madagaskar. Den förekommer med flera från varandra skilda populationer över hela ön. Habitatet utgörs av torra eller ibland fuktiga skogar.
Inga underarter finns listade i Catalogue of Life.